# Callionymus muscatensis
 Callionymus muscatensis és una espècie de peix de la família dels cal·lionímids i de l'ordre dels perciformes que es troba des del sud del Mar Roig fins al Golf d'Oman.